# 극장판 도라에몽: 진구와 로봇왕국
《극장판 도라에몽: 진구와 로봇왕국》(映画ドラえもん のび太とロボット王国)은 일본에서 2002년 3월 9일에 개봉했다.

## 줄거리
포코는 엄마인 마리아와 드로이드 군에게 쫓기던 도중 우연히 발견한 통로에 뛰어든다. 한편 진구가 없는 사이 스네오는 통신판매기계를 만지는데, 그 결과 배달된 로봇으로 마을에까지 소란을 일으킨다. 그리고 로봇들 사이에는 시공을 뛰어넘은 포코도 끼어있었다. 도라에몽은 집에 돌아와 로봇들을 모두 반품을 시키지만, 엉뚱한 주사를 맞은 스네오의 개 로봇이 날뛰는 탓에 포코가 부상을 당하게 된다.

## 등장인물
- 도라에몽
- 노비타
- 시즈카
- 자이언
- 스네오
- 포코
- 마리아

## 목소리 출연
- 도라에몽 : 오오야마 노부요
- 노비타 : 오오하라 요리코
- 시즈카 : 노무라 미치코
- 자이언 : 타테카베 카즈야
- 스네오 : 키모츠키 카네타
- 포코 :
- 마리아 :

## 주제가
오프닝도라에몽의 노래(ドラえもんのうた)
노래 : 야마노 사토코
엔딩
노래 :